# Caimbambo
Caimbambo ist eine Kleinstadt in Angola.

## Verwaltung
Caimbambo ist Sitz eines gleichnamigen Landkreises (Município) in der Provinz Benguela. Der Kreis hat etwa 48.000 Einwohner (Schätzung 2011) auf einer Fläche von 3285 km².
Im Norden grenzt der Kreis Caimbambo an den Kreis der Provinzhauptstadt Benguela, im Nordosten und Osten an den Kreis Cubal, im Süden an Chongorói und im Westen an Baía Farta.
Folgende Gemeinden (Comunas) liegen im Kreis Caimbambo:
- Caimbambo
- Cayave (auch Caiave)
- Wiyangombe (auch Viangombe)

Bis zur Gebietsreform 2024 waren auch Canhamela und Catengue Gemeinden des Kreises Caimbambo, seither sind sie eigenständige Kreise.

## Verkehr
Caimbambo liegt an der historischen Benguelabahn, die die Stadt mit der Provinzhauptstadt Benguela und der Hafenstadt Lobito, sowie mit Huambo, der zweitgrößten Stadt Angolas, und mit Luau verbindet, wo die Strecke auf das Gebiet der Demokratischen Republik Kongo führt und in die Verbindung der Société Nationale des Chemins de fer du Congo übergeht.

## Söhne und Töchter der Stadt
- Mário Lucunde (1957–2023), katholischer Geistlicher, Bischof von Menongue